# Mario Pacheco (fotògraf)
Mario Pacheco (Madrid 6 de novembre de 1950 – 26 de novembre de 2010) va ser un productor discogràfic, fotògraf i empresari espanyol.

## Biografia
Va néixer a Madrid, membre d'una família de fotògrafs. El seu pare era el director de fotografia Mario Pacheco de Usa. És considerat una figura essencial en el desenvolupament del flamenc contemporani i d'altres gèneres musicals a Espanya des de fa més de dues dècades. Al final dels anys seixanta va viatjar al Regne Unit, va fotografiar Jimi Hendrix al Festival de l'Illa de Wight el 1970. Posteriorment es va traslladar a Formentera, on va produir els primers enregistraments d'artistes com Pau Riba Jo, La Dona i el Gripau amb una gravadora portàtil de Kudelski, que va aparèixer al segell català Edigsa.
A continuació, Pacheco va fundar el 1982 amb el seu soci de negocis David Miró, net de Joan Miró, el segell Nuevos Medios, un segell discogràfic que va introduir a nombrosos guitarristes, cantants i altres notables flamencs a través de la seva visió per impulsar el gènere a tot el món, i que tenia un logo dissenyat per Joan Miró. Alhora va treballar com a fotògraf relacionat amb la Movida madrileña. En un moment en què la música flamenca era impopular, Pacheco va signar molts joves músics que van renovar el flamenc o la van barrejar amb altres formes musicals com Carlos Benavent, Diego Carrasco, Jorge Pardo, Ketama, La Macanita, Pata Negra, Golpes Bajos, Martirio, Ray Heredia i La Barbería del Sur, entre d'altres. Al mateix temps, va promoure artistes new wave i de jazz contemporani.
La seva companyia va distribuir treballs d'ECM Records, Hannibal, Cherry Red, Rough Trade i Factory Records. El 1985 va organitzar la primera gira espanyola de la banda The Smiths i va distribuir a Espanya els treballs de grups com Joy Division, New Order, Steve Reich; els músics de jazz Bill Evans, Keith Jarrett Pat Metheny i Art Pepper, i les compilacions dels músics cubans Bola de Nieve i Benny Moré. També ha fet compilacions d'artistes com Los Jóvenes Flamencos.
Quan va morir de càncer a Madrid, Pacheco era el president de la Unión Fonográfica Independiente (UFI), associació de discogràfiques espanyoles independents.